# Hibernia

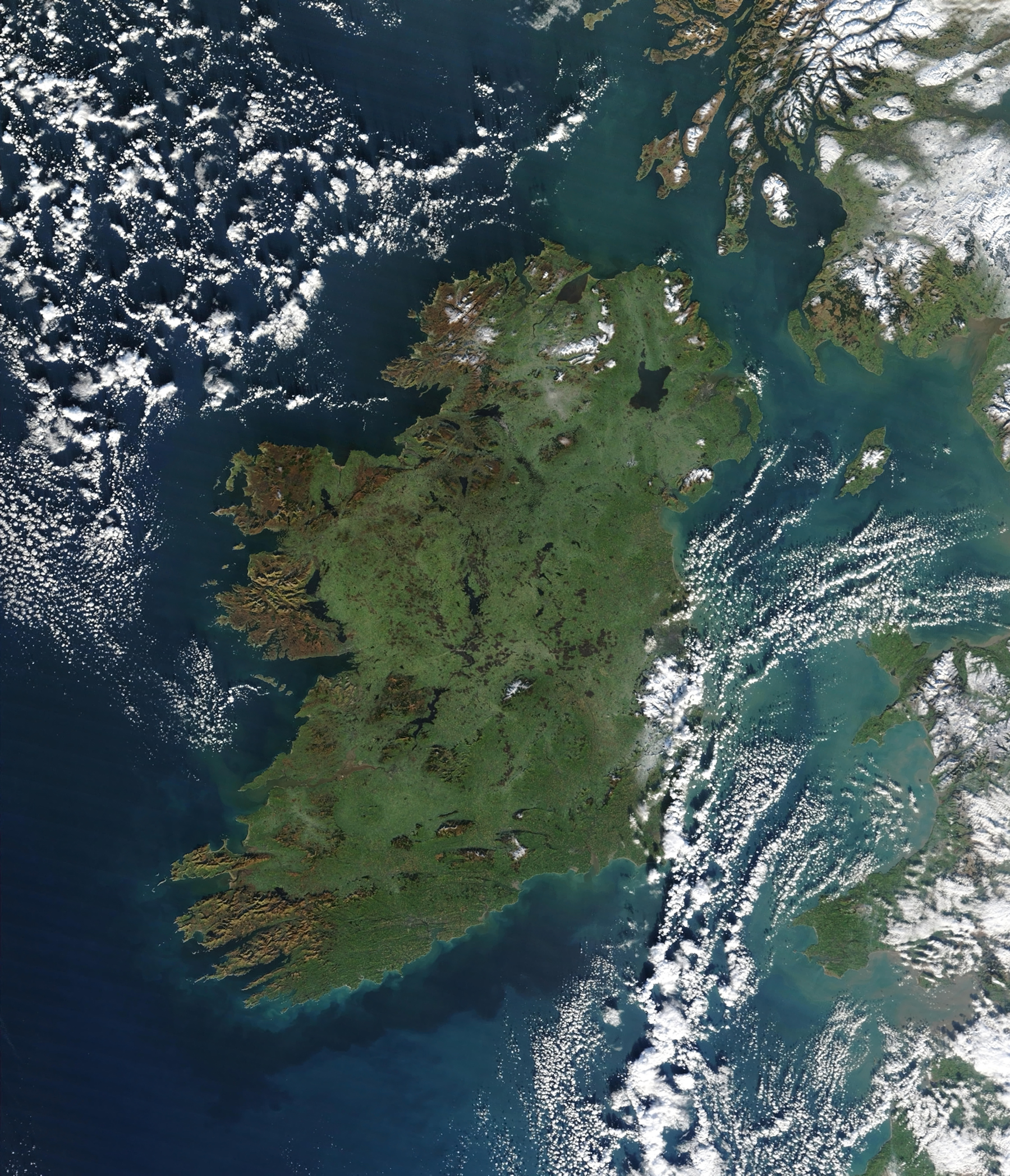
Satellietfoto van Ierland.

Hibernia was de Latijnse naam voor het eiland Ierland, gebruikt ten tijde van het Romeinse Rijk.

## Etymologie
De naam Hibernia is afkomstig van een Grieks woord dat bekend is uit de annalen van een ontdekkingsreis ondernomen door Pytheas van Massalia. Tijdens deze reis door Noordwest-Europa (om en nabij het jaar 320 voor Chr.) ontdekte hij een eiland ten westen van wat nu Groot-Brittannië is, dat hij Ierne (Ἰέρνη) noemde. Later maakte Ptolemaeus hier Iouernia (Ἰουερνία) van in zijn boek Geographia (geschreven om en nabij het jaar 150 na Chr.) Het is waarschijnlijk dat de Romeinen een verband zagen tussen deze twee historische namen en het Latijnse woord hibernus, dat winterachtig betekent.
Iouernia en Ierne waren de Griekse schrijfwijzen voor de Goidelische naam voor Ierland; *Īweriū, waarvan de nu gebruikte Ierse (Gaelic) naam voor Ierland (Ériu en Éire) afkomstig is. De eigenlijke betekenis van de naam is waarschijnlijk het land van overvloed, of het rijke land.